# World Violation Tour
World Violation Tour – jedenasta trasa koncertowa grupy muzycznej Depeche Mode, w jej trakcie odbyło się osiemdziesiąt dziewięć koncertów.

## Lista utworów
1. Kaleid
2. World in My Eyes
3. Halo
4. Shake the Disease
5. Everything Counts
6. Master and Servant
7. Never Let Me Down Again
8. „Waiting for the Night”
9. Martin Gore wokalistą
  - „I Want You Now”
  - „Here Is the House”
  - „Little 15”
10. Martin Gore wokalistą
  - „World Full of Nothing”
  - „Blue Dress”
  - „Sweetest Perfection”
11. Clean
12. Stripped
13. Policy of Truth
14. Enjoy the Silence
15. Strangelove
16. Personal Jesus
encore 1
17. Black Celebration
18. A Question of Time
encore 2
19. Behind the Wheel
20. Route 66

## Koncerty
1. 28 maja 1990 – Pensacola (USA) – Civic Centre
2. 30 maja 1990 – Orlando (USA) – Orlando Arena
3. 31 maja 1990 – Miami (USA) – Miami Arena
4. 2 czerwca 1990 – Tampa (USA) – The Sun Dome
5. 4 czerwca 1990 – Atlanta (USA) – Lakewood Amphiteatre
6. 6 czerwca 1990 – Columbia (USA) – Merriweather Post Pavillion
7. 8 czerwca 1990 – Saratoga Springs (USA) – Performing Arts Centre
8. 9 czerwca 1990 – Mansfield (USA) – Great Woods Amphiteatre
9. 10 czerwca 1990 – Mansfield (USA) – Great Woods Amphiteatre
10. 13 czerwca 1990 – Filadelfia (USA) – The Spectrum
11. 14 czerwca 1990 – Filadelfia (USA) – The Spectrum
12. 16 czerwca 1990 – East Rutherford (USA) – Giants Stadium
13. 18 czerwca 1990 – Nowy Jork (USA) – Radio City Music Hall
14. 21 czerwca 1990 – Montreal (Kanada) – Forum
15. 22 czerwca 1990 – Toronto (Kanada) – C. N. E. Grandstand
16. 24 czerwca 1990 – Pittsburgh (USA) – Starlake Amphiteatre
17. 25 czerwca 1990 – Cincinnati (USA) – River Band Music Centre
18. 26 czerwca 1990 – Cleveland (USA) – Blossom Music Centre
19. 28 czerwca 1990 – Clarkston (USA) – Pine Knob Music Centre
20. 29 czerwca 1990 – Clarkston (USA) – Pine Knob Music Centre
21. 30 czerwca 1990 – Milwaukee (USA) – Marcus Amphiteatre
22. 2 lipca 1990 – Chicago (USA) – World Music Theatre¹
23. 3 lipca 1990 – Chicago (USA) – World Music Theatre
24. 5 lipca 1990 – Houston (USA) – Cynthia Woods Mitchell Pavillion
25. 6 lipca 1990 – Houston (USA) – Cynthia Woods Mitchell Pavillion
26. 8 lipca 1990 – Dallas (USA) – Starplex Amphiteatre
27. 9 lipca 1990 – Dallas (USA) – Starplex Amphiteatre
28. 11 lipca 1990 – Denver (USA) – Red Rocks Amphiteatre
29. 12 lipca 1990 – Denver (USA) – Red Rocks Amphiteatre
30. 14 lipca 1990 – Calgary (Kanada) – Olympic Saddledome
31. 16 lipca 1990 – Vancouver (Kanada) – P. N. E. Coliseum
32. 18 lipca 1990 – Portland (USA) – Memorial Coliseum
33. 20 lipca 1990 – Mountainview (USA) – Shoreline Amphiteatre
34. 21 lipca 1990 – Mountainview (USA) – Shoreline Amphiteatre
35. 22 lipca 1990 – Sacramento (USA) – Cal Expo Amphiteatre
36. 25 lipca 1990 – Salt Lake City (USA) – Salt Palace
37. 27 lipca 1990 – Phoenix (USA) – Arizona Veterans Memorial Coliseum
38. 28 lipca 1990 – San Diego (USA) – Sports Arena
39. 29 lipca 1990 – San Diego (USA) – Sports Arena
40. 31 lipca 1990 – San Diego (USA) – Sports Arena
41. 1 sierpnia 1990 – Universal City (USA) – Universal Amphiteatre
42. 4 sierpnia 1990 – Los Angeles (USA) – Dodgers Stadion
43. 5 sierpnia 1990 – Los Angeles (USA) – Dodgers Stadion
44. 31 sierpnia 1990 – Sydney (Australia) – Horden Pavillion
45. 4 września 1990 – Fukuoka (Japonia) – Shimin Kaikan
46. 6 września 1990 – Kobe (Japonia) – World Kinen Hall
47. 8 września 1990 – Kanazawa (Japonia) – Ishikawa Koseinenkin Hall
48. 9 września 1990 – Nagoja (Japonia) – Nagoya-Shi Kokaido
49. 11 września 1990 – Tokio (Japonia) – Budokan
50. 12 września 1990 – Tokio (Japonia) – Budokan
51. 28 września 1990 – Bruksela (Belgia) – Forest National
52. 29 września 1990 – Dortmund (Niemcy) – Westfalenhalle
53. 30 września 1990 – Dortmund (Niemcy) – Westfalenhalle
54. 2 października 1990 – Kopenhaga (Dania) – Valbyhalle
55. 3 października 1990 – Kopenhaga (Dania) – Valbyhalle
56. 5 października 1990 – Göteborg (Szwecja) – Scandinavium
57. 6 października 1990 – Sztokholm (Szwecja) – Globen
58. 8 października 1990 – Frankfurt nad Menem (Niemcy) – Festhalle
59. 9 października 1990 – Hanower (Niemcy) – Messehalle
60. 11 października 1990 – Lyon (Francja) – Halle Tony Garnier
61. 12 października 1990 – Zurych (Szwajcaria) – Hallenstadion
62. 14 października 1990 – Frankfurt nad Menem (Niemcy) – Festhalle
63. 15 października 1990 – Stuttgart (Niemcy) – Martin Schleyer Halle
64. 17 października 1990 – Monachium (Niemcy) – Olympiahalle
65. 21 października 1990 – Paryż (Francja) – Palais Omnisports de Paris-Bercy
66. 22 października 1990 – Paryż (Francja) – Palais Omnisports de Paris-Bercy
67. 23 października 1990 – Paryż (Francja) – Palais Omnisports de Paris-Bercy
68. 25 października 1990 – Lille (Francja) – Stade Couvert Regional
69. 26 października 1990 – Rotterdam (Holandia) – Ahoy Rotterdam
70. 28 października 1990 – Hamburg (Niemcy) – Sportshalle Alsterdorf
71. 29 października 1990 – Hamburg (Niemcy) – Sportshalle Alsterdorf
72. 31 października 1990 – Berlin (Niemcy) – Deutschlandhalle
73. 1 listopada 1990 – Berlin (Niemcy) – Deutschlandhalle
74. 3 listopada 1990 – Strasburg (Francja) – Hall Rhenus
75. 5 listopada 1990 – Barcelona (Hiszpania) – Palau Sant Jordi
76. 7 listopada 1990 – Madryt (Hiszpania) – Palacio de los Deportes
77. 9 listopada 1990 – Marsylia (Włochy) – Palais des Sports
78. 11 listopada 1990 – Mediolan (Włochy) – Palatrussardi
79. 12 listopada 1990 – Rzym (Włochy) – Paleur
80. 14 listopada 1990 – Bordeaux (Francja) – Patinoire Meriadeck
81. 15 listopada 1990 – Bordeaux (Francja) – Patinoire Meriadeck
82. 17 listopada 1990 – Brest (Francja) – Parc Penfeld
83. 19 listopada 1990 – Londyn (Wielka Brytania) – Wembley Arena
84. 20 listopada 1990 – Londyn (Wielka Brytania) – Wembley Arena
85. 22 listopada 1990 – Birmingham (Wielka Brytania) – N. E. C.
86. 23 listopada 1990 – Londyn (Wielka Brytania) – Wembley Arena
87. 26 listopada 1990 – Birmingham (Wielka Brytania) – N. E. C.
88. 27 listopada 1990 – Birmingham (Wielka Brytania) – N. E. C.

¹ - dwa koncerty w ciągu dnia